# AKS Chorzów
AKS Wyzwolenie Chorzów – polski klub sportowy powstały w 1910 roku pod nazwą VfR Königshütte (obecnie Chorzów) w Cesarstwie Niemieckim. Jest jednym z najstarszych działających klubów na Śląsku. Znany głównie dzięki sekcjom piłki nożnej i piłki ręcznej, ale także lekkiej atletyce (m.in. Halina Richter-Górecka złota medalistka w sztafecie 100 m Tokio 1964 i brązowa medalistka w sztafecie 100 m Rzym 1960, drużynowe mistrzostwo Polski mężczyzn w 1950 r.) i tenisie ziemnym (Danuta Wieczorek wielokrotna mistrzyni kraju, finalistka Wimbledonu jako juniorka). Jego szczypiorniści (i szczypiornistki) byli 12-krotnymi Mistrzami Polski, a piłkarze Wicemistrzami Polski w 1937 roku i trzykrotnie brązowymi medalistami oraz trzykrotnymi mistrzami Górnego Śląska (1942, 1943 i 1944).

## Piłka nożna

### Początki
AKS Chorzów powstał 22 sierpnia 1910 roku jako niemiecki klub sportowy Verein für Rasenspiele Königshütte (Königshütte to dawne miasto Królewska Huta, które od 1 lipca 1934 zostaje przyłączone do dzisiejszego Chorzowa).
Pierwsze swoje mecze drużyna VfR (potocznie często też: grünweiß = zielonobiali) rozgrywała na boisku popularnie nazywanym „Na Pniokach”, położonym między ulicami Karola Miarki i Janasa wśród ogródków działkowych, prawdziwą piłką ze skóry sprowadzoną przez Austriaka włoskiego pochodzenia – Kurta Pallaviciniego, byłego członka Männer-Turn-Verein 1862 (Męskiego Klubu Gimnastycznego) Königshütte, który był zarówno założycielem, jak i zawodnikiem klubu.
Pierwszym lokalem klubowym i szatnią był „Krügel” u Scharla, na rogu ul. Piotra i ul. Ogrodowej. Pierwszym prezesem został wybrany rachmistrz Ganz (Papa Ganz), a pierwszą „jedynastkę” tworzyli: Zimmer w bramce, Rippel i Scholz (Baumeister) w obronie, Böhm (Zeski), Rambau, i Murlowski w pomocy, oraz Fränkel, Pander, Lindel, Pallavicini i Glombitza w ataku. Od początku zawodnicy zdobywali wiele pucharów i dyplomów.
Równocześnie z powstaniem sekcji piłki nożnej powstały też sekcje tenisa ziemnego i lekkoatletyczna.
Już w sezonie 1911/12 VfR rozpoczął rozgrywki ligowe w I klasie podokręgu Kattowitz (Katowice), okręgu III (górnośląskiego), a w sezonach 1919/20 i 1921/22 zdobył dwukrotnie pierwsze miejsce w klasie A podokręgu Beuthen (Bytom), okręgu górnośląskiego. W rozgrywkach całego okręgu klub nie wywalczył jednak tytułu mistrza Górnego Śląska.

### Lata międzywojenne

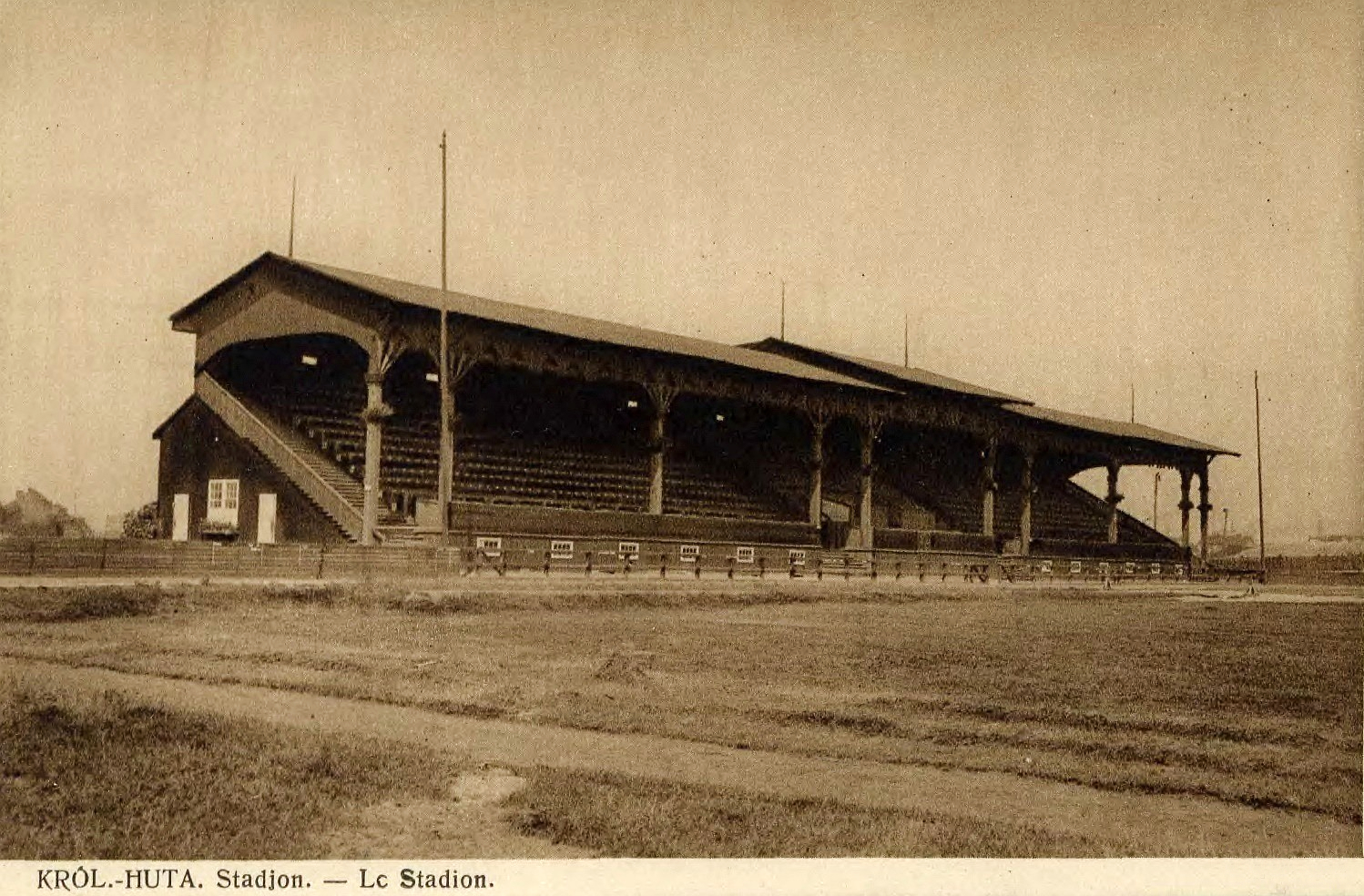
Stadion klubu w latach międzywojennych

Mimo że po plebiscycie na Górnym Śląsku miasto Królewska Huta (75% głosowano za pozostaniem w granicach Niemiec) znalazło się w granicach II Rzeczypospolitej, VfR uczestniczył w rozgrywkach o mistrzostwo Niemiec, a 7 sierpnia 1922 r. stał się wraz z innymi 142 niemieckimi klubami wschodniego Górnego Śląska członkiem założycielem powstałego w tym dniu w Królewskiej Hucie, niemieckiego Wojewodschaftsfußballverband (Wojewódzkiego Związku Piłki Nożnej). Dopiero późniejsze porozumienie między tym niemieckim Wojewodschaftsfußballverband i polskim Górnośląskim Związkiem Okręgowym Piłki Nożnej (GZOPN) oraz Polskim Związkiem Piłki Nożnej (PZPN) doprowadziło do przystąpienia VfR do polskich rozgrywek.
Zmiana nazwy oznaczająca jej spolszczenie na Amatorski Klub Sportowy nastąpiła we wrześniu 1923 roku, początkowo jeszcze jako AKS Królewska Huta i pod taką nazwą klub walczył w czwartej edycji Mistrzostw Polski. Awans do fazy centralnej klub uzyskał dzięki wywalczeniu tytułu mistrza Górnego Śląska. Na tym szczeblu pokonał Wisłę Kraków, ale z powodu gry nieuprawnionych zawodników, tzw. optantów, wynik ten został zweryfikowany jako walkower.
Polskie władze (sportowe) dyskryminowały królewskohucki klub, dopatrując się w nim niepolskości, co odbijało się na jego wynikach, które często zostawały wypaczane „odgórnymi” decyzjami PZPN-u, tym bardziej, iż pod względem sportowym AKS reprezentował wysoki poziom. Dowodem tego było chociażby zwycięstwo 18 sierpnia 1924 roku nad mistrzem kontynentu Spartą Praga 4:2. Temu spotkaniu przyglądała się, ogromna jak na owe czasy liczba 7 tysięcy kibiców, a wszystkie bramki dla AKS-u strzelił Mikisz. Sukces ten był zasługą sprowadzonego z Admiry Wiedeń Austriaka Karla Neidlingera, który był pierwszym profesjonalnym trenerem AKS-u.
Od 1927 roku klub występował na nowo wybudowanym, nowoczesnym stadionie mieszczącym się na Górze Redena („Wyzwolenia”), gdzie gościnnie grała też drużyna Ruchu Wielkie Hajduki. Od 1934 roku, po zmianie nazwy miasta na Chorzów, klub nazywał się AKS Chorzów. W latach 30. władze sanacyjne doprowadzały kluby niemieckie do zadłużeń by móc wprowadzać do nich zarządców komisarycznych. Los taki spotkał też AKS.
W 1937 roku Chorzowianie jako beniaminek I ligi wywalczyli wicemistrzostwo Polski, a do mistrzostwa zabrakło im dwóch punktów. Bardzo blisko zdobycia tytułu mistrza Polski piłkarze zielonych koniczynek byli w 1939 r., mimo iż ich rywale w lidze nie przebierali w środkach aby temu zapobiec, m.in. w meczu z Pogonią Lwów aresztowano Wostala za używanie języka niemieckiego, a bramkarzowi Mrugale Michał Matyas wybił kilka zębów. Niestety, z powodu wybuchu wojny rozgrywek nie dokończono. W drużynie tej występowali wielokrotni reprezentanci Polski, Jerzy Wostal i Leonard Piątek.

### Okres 1939–1945

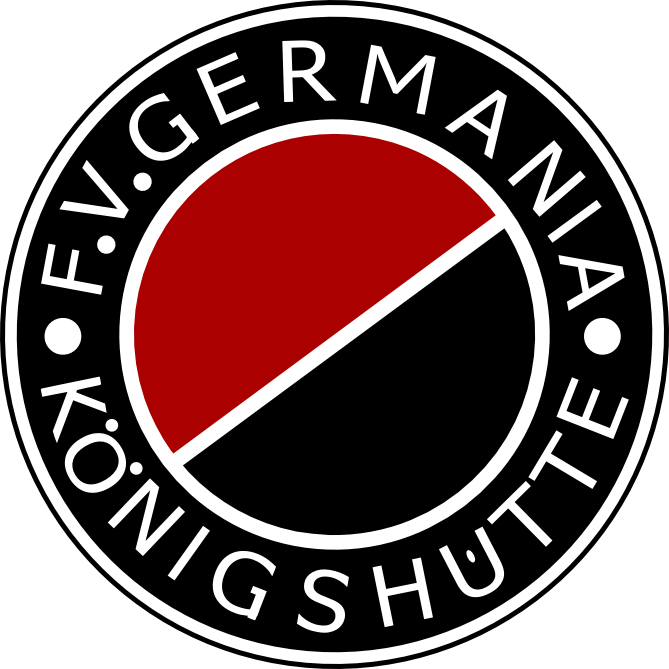
Historyczny herb klubu z czasów II wojny światowej

Po wybuchu II wojny światowej przeprowadzono na Górnym Śląsku delegalizację polskich organizacji sportowych. W efekcie klub powrócił do swej pierwotnej nazwy (VfR), a następnie zmienił ją na F. V Germania Königshütte i pod tą nazwą 29 października 1940 zadebiutował w Gaulidze Schlesien. Już w pierwszym sezonie gry w najwyższej klasie rozgrywkowej zdobył mistrzostwo Śląska (1941). W latach 1942–1944, po zmianie zasięgu terytorialnego i nazwy ligi (od sezonu 1941/1942 Gauliga Oberschlesien) trzykrotnie wywalczył mistrzostwo Górnego Śląska, dzięki czemu brał udział w rozgrywkach o puchar i mistrzostwo Niemiec, m.in. w sezonie 1941/42 odpadł z rozgrywek o mistrzostwo w 1/8 finału, przegrywając z ich późniejszym finalistą First Vienna FC 1894 w Wiedniu 0:1.
W tym okresie klub wygrywał rywalizację z najlepszymi drużynami górnośląskimi takimi jak: Vorwärts-Rasensport Gleiwitz (Gliwice), 1. FC Kattowitz (Katowice), SC Preußen Hindenburg (Zabrze), Beuthener SuSV 09 (Bytom), TuS Schwientochlowitz (Świętochłowice), TuS Lipine (Świętochłowice-Lipiny), a także lokalnym rywalem, Bismarckhütter SV 99 (Hajduki Wielkie/Chorzów), lepiej znanym pod nazwą Ruch Chorzów.
W drużynie Germanii grali tacy piłkarze jak: Werner Antoni Janik, Roman Mrugała, Henryk Spodzieja, Leonard Piontek, Alfred Pochopien, Teodor Wieczorek, Maksymilian Barański i Gerard Kulik. Wojskowi znajdujący się w zarządzie klubu chronili piłkarzy przed powołaniami do Wehrmachtu. Leonard Piontek – uznawany za najlepszego piłkarza drużyny – powołanie otrzymał dopiero w grudniu 1944. Mistrzostwo Górnego Śląska w 1943 r. piłkarze Germanii zdobyli w składzie: Pochopien I, Piontek, Schatton, Sekulla, Uhlig, Janik, Spodzieja, Wieczorek, Kowollik, Koschny i Walter Urbanski.

### Lata powojenne
Po wojnie klub przez kilka lat utrzymywał się w czołówce polskich drużyn piłkarskich.
„Zielone Koniczynki” dwukrotnie uczestniczyły w nieligowych Mistrzostwach Polski (1946 i 1947). Później grały siedem sezonów w reaktywowanej po wojnie I lidze (1948-1954).
W pierwszych latach powojennych drużyna należała do najlepszych w Polsce. Zdobycie mistrzostwa uniemożliwili jednak arbitrzy i działacze, którzy faworyzowali rywali, wiedząc, że w meczach z AKS-em obiektywizm i neutralność nie były najważniejsze. Powodem tego było „drobnomieszczańskie pochodzenie”, utrzymywanie przez sponsorów – „wyzyskiwaczy” i sukcesy klubu w niemieckich rozgrywkach w latach 1940–1944.
Już w 1946 „Zielone koniczynki” zwyciężyły w pierwszych powojennych rozgrywkach klasy A, zdobywając tytuł mistrza Górnego Śląska. Tym samym AKS przystąpił do fazy centralnej rozgrywek o pierwszy powojenny tytuł mistrza Polski. Rozpoczęły się jednocześnie problemy z sędziami, działaczami, kibicami, a nawet piłkarzami innych drużyn. W pierwszym meczu – z RKU Sosnowiec – goście wtargnęli na murawę stadionu AKS przy stanie 3:0 dla gospodarzy. Mecz przerwano i powtórzono od stanu 1:0. Pod koniec października AKS grał w grupie finałowej z Wartą, w Poznaniu. Siedmiu piłkarzy klubu zostało w trakcie meczu pobitych przez rywali i nieznanych sprawców; Leonard Piontek miał torsje, Henryk Spodzieja stracił zęby a Franciszek Pytel musiał zostać w poznańskim szpitalu, bo obrażenia uniemożliwiały mu powrót. W czasie meczu ucierpieli też Marian Przewięda, Wilhelm Steifert, Erwin Michalski oraz Antoni Andrzejewski.
Innym razem, przed spotkaniem z Polonią Bytom agenci Ubecji porwali bramkarza Mrugałę, aby później wypuścić go kilkadziesiąt kilometrów dalej, tak aby nie zdążył już na mecz.
Dwukrotne spłonięcie drewnianej trybuny stadionu na Górze Redena wydaje się również nieprzypadkowe tym bardziej, iż nigdy nie zostały wyjaśnione przyczyny jej podpalenia.
Jeszcze innym, znamiennym przejawem dyskryminacji była tzw. afera włoska. Dotyczyła ona dwóch młodych piłkarzy, uznawanych za utalentowanych; Henryka Janeckiego i Wincentego Franiela (Foxa), którzy w czasie służby wojskowej w niemieckim Wehrmachcie dostali się we Włoszech do alianckiej niewoli i występowali tam w profesjonalnym klubie AC Legnano jako amatorzy, otrzymując pomoc startową i diety za mecze. Po powrocie na Górny Śląsk w roku 1947 i wyrażeniu chęci gry w AKS-ie zostali zawieszeni przez PZPN za domniemane „zawodowstwo”. Najbardziej kuriozalna „afera” zdarzyła się w roku 1948. Władza ludowa umocniła się już wtedy na tyle, że podjęła jawną wojnę z Kościołem. Klub AKS Chorzów ukarano więc „grzywną za grę w dni powszednie”. Mecze bowiem oficjalnie nakazano rozgrywać w niedziele, w nadziei, iż zapełnią się stadiony, a opróżnią świątynie.
Do najbardziej znanych zawodników tego okresu należeli tacy piłkarze jak Maksymilian Barański, Roman Durniok, Henryk Gajdzik, Henryk Janduda, Werner Antoni Janik, Gerard Kulik, Józef Muskała, Henryk Spodzieja i Teodor Wieczorek.
W tych latach rozgrywano też derby Chorzowa między Ruchem, a drużyną „Koniczynek”, które były tym bardziej ważne dla kibiców AKS-u, ponieważ „Niebiescy” przed wojną nie grali dla Chorzowa, lecz dla gminy Wielkie Hajduki, na meczach tych śpiewane więc było:
„Stać będzie kraj nasz cały,
 stać będzie Piastów gród,
zwycięży nasz AKS,
bo to chorzowski klub”.
Dalsza dyskryminacja klubu przez komunistyczne władze PRL-u za sukcesy piłkarskie podczas niemieckiej okupacji za czasów II wojny światowej (władze PRL-u nie uznawały nawet daty powstania klubu), doprowadziła do spadku do drugiej (1954), a później do trzeciej ligi (1958). Na zgrupowaniach klubu w latach 50. brakowało nawet wody mineralnej. Ostatni raz w trzeciej lidze drużyna AKS-u grała na początku lat 90. W późniejszych latach klub połączono ze Stalą i Konstalem, a od 1992 r., po kolejnej fuzji z Chorzowianką, przez kilka lat występował w okręgówce. Wszystkie te fuzje nie pomogły jednak klubowi odzyskać miejsca w rozgrywkach na poziomie centralnym. Jednak na początku XXI wieku klub został pozbawiony historycznego stadionu (w miejscu jego kompleksów zostało wybudowane Centrum handlowe AKS). Obecnie klub istnieje pod nazwą AKS Wyzwolenie Chorzów, a jego stadion mieści się przy ul. Lompy 10. Drużyna „Zielonych Koniczynek” zmaga się w lidze okręgowej.
Były stadion AKS-u przy ul. Katowickiej był również dużym ośrodkiem sportowym. Posiadał korty tenisowe i osobne boisko piłki ręcznej oraz kompleks basenów pływackich. Po drugiej wojnie światowej organizowano na boisku AKS-u zawody lekkoatletyczne, jak również pokazy motocyklowe. Po jednym z takich pokazów w latach pięćdziesiątych spłonęła druga drewniana trybuna a krótko potem pierwsza drewniana trybuna z dachem stała się ofiarą pożaru.

### Osiągnięcia
- Wicemistrz Polski (1x): 1937

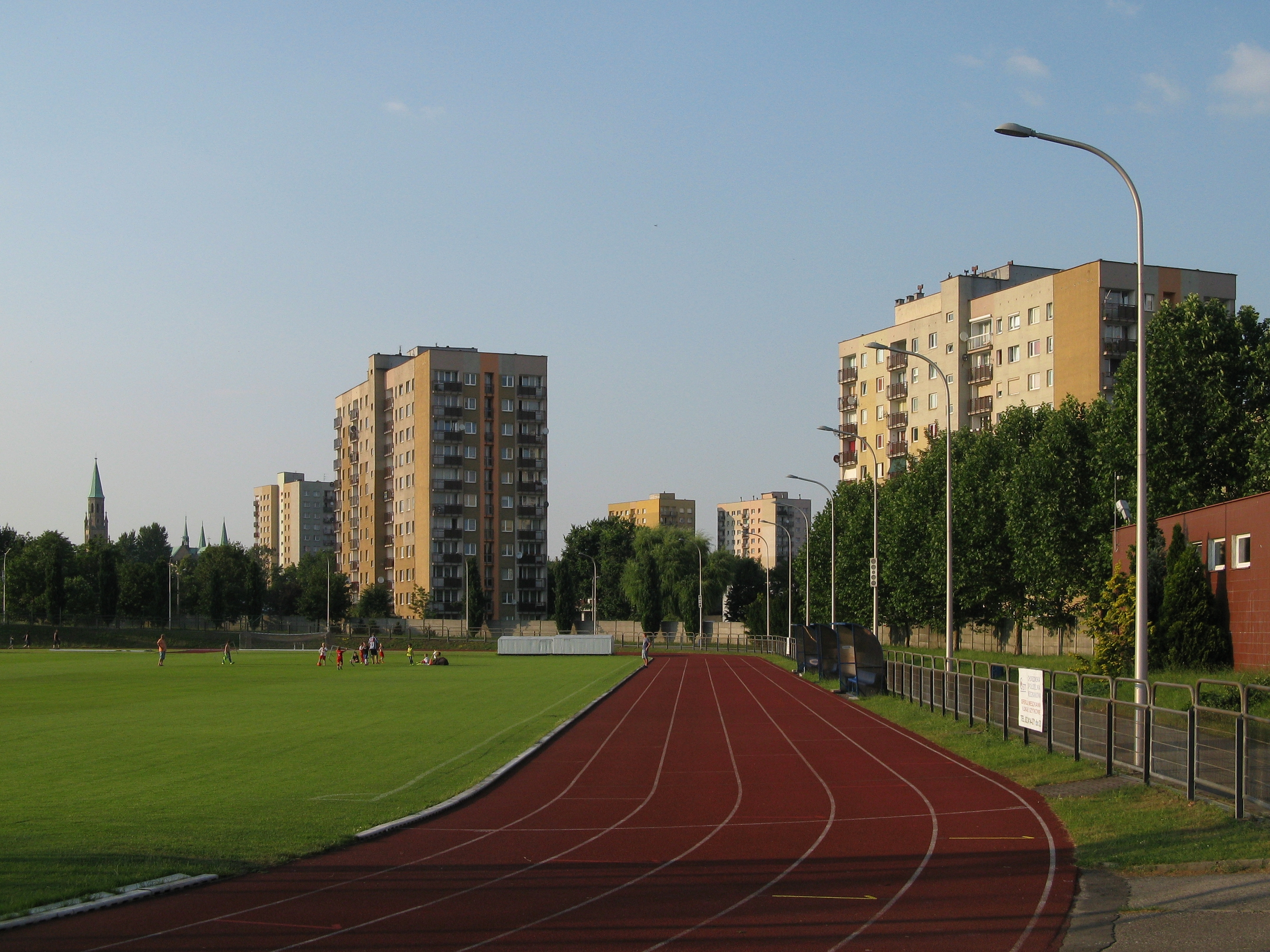
Stadion miejski w Chorzowie w 2018 roku, użytkowany przez klub

- 3. miejsce w Mistrzostwach Polski (3x): 1946, 1947, 1951
- Mistrz Śląska – Gauliga Schlesien (1x): 1941
- Mistrz Górnego Śląska – Gauliga Oberschlesien (3x): 1942, 1943, 1944
- Mistrz wschodniego Górnego Śląska (3x): 1924, 1930, 1936

### Reprezentanci narodowi
- Maksymilian Barański
- Henryk Gajdzik
- Oskar Grzywocz
- Henryk Janduda
- Werner (Antoni) Janik
- Erwin Michalski
- Roman Herbert Mrugała
- Edmund Niechcioł (Majowski)
- Leonard Piontek – uczestnik MŚ 1938
- Wilhelm Piec
- Alfred Pochopień
- Franciszek Pytel
- Henryk Spodzieja
- Teodor Wieczorek
- Jerzy Adolf Wostal

### Historyczne nazwy klubu
- (22 sierpnia 1910) Verein für Rasenspiele Königshütte (Towarzystwo Sportowe do Gier na Trawie)
- (wrzesień 1923) Amatorski Klub Sportowy Królewska Huta
- (1 lipca 1934) Amatorski Klub Sportowy Chorzów
- (2 września 1939) Verein für Rasenspiele Königshütte
- (październik 1939) F. V. Germania Königshütte
- (marzec 1945) Chorzowianka Chorzów
- (26 maja 1945) Amatorski Klub Sportowy Chorzów
- (26 lutego 1949) Zrzeszenie Sportowe Budowlani Chorzów
- (1956) Amatorski Klub Sportowy Chorzów
- (1958) Amatorski Klub Sportowy Stal Kościuszko Chorzów
- (1960) Konstal Chorzów
- (1965) Amatorski Klub Sportowy Chorzów
- (1992) Amatorski Klub Sportowy Chorzowianka Chorzów
- (2000) Amatorski Klub Sportowy Chorzów
- (2002) AKS Wyzwolenie Chorzów

### Lokaty uzyskane przez klub w swojej historii występów w rozgrywkach niemieckich i polskich
| Sezon                              | Uzyskane Miejsce                      | Rozgrywki                                                                        |
| ---------------------------------- | ------------------------------------- | -------------------------------------------------------------------------------- |
| 1910-1911                          | powstanie klubu                       | kwalifikacja do Ligi górnośląskiej                                               |
| 1911/1912                          | 2                                     | Liga górnośląska, (okręg III, 1. klasa katowicka) (najwyższa klasa rozgrywkowa)  |
| 1912/1913                          | 4                                     | Liga górnośląska – (okręg III, 1. klasa katowicka) (najwyższa klasa rozgrywkowa) |
| 1913/1914                          | 5                                     | Liga górnośląska – (okręg III, 1. klasa bytomska) (najwyższa klasa rozgrywkowa)  |
| 1914-1919                          | I wojna światowa                      | rozgrywek nie przeprowadzono                                                     |
| 1919/1920                          | 1                                     | Liga górnośląska – klasa A, okręg bytomski (najwyższa klasa rozgrywkowa)         |
| 1920/1921                          | ? podokręg bytomski                   | Klasa A (najwyższa klasa rozgrywkowa)                                            |
| 1921/1922                          | 1                                     | Liga górnośląska – klasa A, okręg bytomski (najwyższa klasa rozgrywkowa)         |
| 1922–1923                          | ?                                     | przystąpienie klubu do polskich rozgrywek                                        |
| 1924                               | 1 Mistrz polskiego Górnego Śląska     | Klasa A (najwyższa klasa rozgrywkowa)                                            |
| 1925                               | półfinał Pucharu Fliegera             | finalista Mistrzostw Polski                                                      |
| 1926                               | 3                                     | Klasa A (najwyższa klasa rozgrywkowa)                                            |
| 1927                               | ?                                     | Klasa A                                                                          |
| 1928                               | ?                                     | Klasa okręgowa (odmiana klasy A)                                                 |
| 1929                               | ?                                     | Klasa A                                                                          |
| 1930                               | 1                                     | Liga Śląska                                                                      |
| 1931                               | 2                                     | Liga Śląska                                                                      |
| 1932                               | 6                                     | Liga Śląska                                                                      |
| 1933                               | 6                                     | Liga Śląska                                                                      |
| 1934                               | 5                                     | Liga Śląska                                                                      |
| 1935                               | 2                                     | Liga Śląska                                                                      |
| 1936                               | 1 – awans do I ligi                   | Liga Śląska                                                                      |
| 1937                               | 2 Wicemistrz Polski                   | I liga                                                                           |
| 1938                               | 6                                     | I liga                                                                           |
| 1939                               | 4 (rozgrywki niedokończone)           | I liga                                                                           |
| 1940                               | kwalifikacje do rozgrywek niemieckich | sezon przejściowy                                                                |
| 1940/1941                          | 1                                     | Gauliga Schlesien (najwyższa klasa rozgrywkowa)                                  |
| 1941/1942                          | 1 Mistrz Górnego Śląska               | Gauliga Oberschlesien (najwyższa klasa rozgrywkowa)                              |
| 1942/1943                          | 1 Mistrz Górnego Śląska               | Gauliga Oberschlesien (najwyższa klasa rozgrywkowa)                              |
| 1943/1944                          | 1 Mistrz Górnego Śląska               | Gauliga Oberschlesien (najwyższa klasa rozgrywkowa)                              |
| 1944–1945                          | chaos w rozgrywkach                   | nie wyłoniono mistrza GŚ                                                         |
| 1946                               | 1 3. miejsce MP                       | Klasa A (najwyższa klasa rozgrywkowa)                                            |
| 1947                               | 1 3. miejsce MP                       | Klasa A (najwyższa klasa rozgrywkowa)                                            |
| 1948                               | 5                                     | I liga                                                                           |
| 1949                               | 5                                     | I liga                                                                           |
| 1950                               | 8                                     | I liga                                                                           |
| 1951                               | 4 Półfinał MP                         | I liga                                                                           |
| 1952                               | 9                                     | I liga                                                                           |
| 1953                               | 9                                     | I liga                                                                           |
| 1954                               | 10 (spadek)                           | I liga                                                                           |
| 1955                               | 11                                    | II liga                                                                          |
| 1956                               | 10                                    | II liga                                                                          |
| 1957                               | 7                                     | II liga                                                                          |
| 1958                               | 12 (spadek)                           | II liga                                                                          |
| 1959                               | 2                                     | Liga Śląska (III liga)                                                           |
| 1960                               | 1 – przegrane baraże o II ligę        | Liga Śląska (III liga)                                                           |
| 1961                               | ?                                     | Liga Śląska (III) liga                                                           |
| 1962                               | 3                                     | Liga Śląska (III liga)                                                           |
| 1962/1963                          | 3                                     | Liga Śląska (III liga)                                                           |
| 1963/1964                          | 5                                     | Liga Śląska (III liga)                                                           |
| 1964/1965                          | 4                                     | Liga Śląska (III liga)                                                           |
| 1965/1966                          | 10 (spadek)                           | Liga Śląska (III liga)                                                           |
| 1966/1967                          | 3                                     | liga okręgowa (IV liga)                                                          |
| 1967/1968                          | 6                                     | liga okręgowa (IV liga)                                                          |
| 1968/1969                          | – awans                               | liga okręgowa (IV liga)                                                          |
| 1969/1970                          | 6                                     | liga międzywojewódzka (III liga)                                                 |
| 1970/1971                          | 11                                    | liga międzywojewódzka (III liga)                                                 |
| 1971/1972                          | 9                                     | liga międzywojewódzka (III liga)                                                 |
| 1972/1973                          | 6                                     | liga międzywojewódzka (III liga)                                                 |
| 1973/1974                          | 4                                     | liga okręgowa (III liga)                                                         |
| 1974/1975                          | 2                                     | liga okręgowa (III liga)                                                         |
| 1975/1976                          | 4                                     | liga okręgowa (III liga)                                                         |
| 1976/1977                          | 9                                     | klasa M (III liga)                                                               |
| 1977/1978                          | 12 (spadek)                           | klasa M (III liga)                                                               |
| 1978/1979                          |                                       | liga okręgowa (IV liga)                                                          |
| 1979/1980                          |                                       | liga okręgowa (IV liga)                                                          |
| 1980/1981                          | – awans                               | liga okręgowa (IV liga)                                                          |
| 1981/1982                          | 9                                     | III liga                                                                         |
| 1982/1983                          | 5                                     | III liga                                                                         |
| 1983/1984                          | 3                                     | III liga                                                                         |
| 1984/1985                          | 6                                     | III liga                                                                         |
| 1985/1986                          | 8                                     | III liga                                                                         |
| 1986/1987                          | 11                                    | III liga                                                                         |
| 1987/1988                          | 13                                    | III liga                                                                         |
| 1988/1989                          | 12 (spadek)                           | III liga                                                                         |
| 1989/1990                          | – awans                               | liga okręgowa (IV liga)                                                          |
| 1990/1991                          | 13                                    | III liga                                                                         |
| 1991/1992                          | 18 (spadek)                           | III liga                                                                         |
| 1992/1993                          |                                       | okręgówka (IV liga)                                                              |
| 1993/1994                          |                                       | okręgówka (IV liga)                                                              |
| 1994/1995                          |                                       | okręgówka (IV liga)                                                              |
| 1995/1996                          |                                       | okręgówka (IV liga)                                                              |
| 1996/1997                          |                                       | okręgówka (IV liga)                                                              |
| 1997/1998                          |                                       | okręgówka (IV liga)                                                              |
| 1998/1999                          |                                       | okręgówka (IV liga)                                                              |
| 1999/2000                          |                                       | okręgówka (V liga)                                                               |
| 2000/2001                          |                                       | okręgówka (V liga)                                                               |
| 2001/2002                          | 12                                    | okręgówka (V liga)                                                               |
| 2002/2003                          |                                       | klub nie przystąpił do rozgrywek                                                 |
| 2003/2004                          | 1                                     | Klasa B (VII liga)                                                               |
| 2004/2005                          | 1                                     | Klasa A (VI liga)                                                                |
| 2005/2006                          | 4                                     | Liga okręgowa (V liga)                                                           |
| 2006/2007                          | 4                                     | Liga okręgowa (V liga)                                                           |
| 2007/2008                          | 2 – awans (reforma rozgrywek)         | Liga okręgowa (V liga)                                                           |
| reorganizacja rozgrywek            |                                       |                                                                                  |
| 2008/2009                          | 12                                    | Nowa IV Liga Śląska I (V liga)                                                   |
| 2009/2010                          | 5                                     | Nowa IV Liga Śląska I (V liga)                                                   |
| 2010/2011                          | 6                                     | Nowa IV Liga Śląska I (V liga)                                                   |
| 2011/2012                          | 5                                     | Nowa IV Liga Śląska I (V liga)                                                   |
| 2012/2013                          | 8                                     | Nowa IV Liga Śląska I (V liga)                                                   |
| 2013/2014                          | 14 (spadek)                           | Nowa IV Liga Śląska I (V liga)                                                   |
| 2014/2015                          | 4                                     | Liga okręgowa Katowice II (VI liga)                                              |
| 2015/2016                          | 9                                     | Liga okręgowa Katowice I (VI liga)                                               |
| 2016/2017                          | 10                                    | Liga okręgowa Katowice IV (VI liga)                                              |
| 2017/2018                          | 12                                    | Klasa okręgowa Katowice IV (VI liga)                                             |
| 2018/2019                          | 16 (spadek)                           | Klasa okręgowa Katowice I (VI liga)                                              |
| 2019/2020                          | 3                                     | Klasa A Katowice (VII liga)                                                      |
| 2020/2021                          | 8                                     | Klasa A Katowice (VII liga)                                                      |
| 2021/2022                          | 14 (spadek)                           | Klasa A Katowice (VII liga)                                                      |
| 2022/2023 (AKS Wyzwolenie Chorzów) | 10                                    | Klasa B Katowice (VIII liga)                                                     |
| 2022/2023 (AP Wyzwolenie Chorzów)  | 1 (awans)                             | Klasa B Katowice (VIII liga)                                                     |
| 2023/2024 (AP Wyzwolenie Chorzów)  | 11                                    | Klasa A Katowice (VII liga)                                                      |
| reorganizacja rozgrywek            |                                       |                                                                                  |
| 2024/2025 (AP Wyzwolenie Chorzów)  | 6                                     | Klasa A Katowice (VIII liga)                                                     |

### Lokaty uzyskane przez klub w swojej historii występów w polskiej Ekstraklasie
| Sezon   | Uzyskane Miejsce |
| ------- | ---------------- |
| 1937    | 2                |
| 1938    | 6                |
| 1939    | 4                |
| 1948    | 5                |
| 1949    | 5                |
| 1950    | 8                |
| 1951    | 4                |
| 1952    | 5                |
| 1953    | 9                |
| 1954    | 10 (spadek)      |
| od 1955 | niższe liga      |

## Piłka ręczna mężczyzn
Sekcja piłki ręcznej działała już przed II wojną jednak największe sukcesy odnosiła po wojnie.
Wznowiona została już na początku 1946 r. przy pomocy byłego bramkarza Ruchu i Azotów, Franciszka Tomana. Powojenne sukcesy zaczęto odnosić już rok później zdobywając pierwsze mistrzostwo Polski (11-osobowo) i do 1953 roku „Zielone Koniczynki” nie oddały tego tytułu w inne ręce. Najbardziej znanymi zawodnikami wtedy byli grający w ataku bracia: Jerzy i Paweł Thiel, wielokrotni reprezentanci Polski, którzy po zakończeniu kariery zostali trenerami; Jerzy także reprezentacji Polski na mistrzostwach świata i Olimpiadzie w Monachium. Do innych autorów tych sukcesów należeli prócz Tomana, Klein, Biniok, Sobek, Wandzik, Brol, Morgała, Krawczyk, Pośpiech Setnik, Szołtysek, Włodarczyk, Faber i bracia Truchanowie. Mecze piłki ręcznej AKS-u w tamtych czasach cieszyły się sporą popularnością, a średnia widownia wynosiła 5000 widzów.
W 7-osobowym szczypiorniaku drużyna nie odnosiła już takich wielkich sukcesów grając jednak do 1967 r. w I lidze. W latach 80. sekcja została rozwiązana.

### Osiągnięcia
- Mistrzostwo Polski (7x) 1947–1953

## Piłka ręczna kobiet
Powojenna sekcja zawdzięcza swoje powstanie małżonce Jerzego Tila, Małgorzacie Setnik. Już w latach 1950-1951 piłkarki dwukrotnie zdobywają trzecie miejsca, a w roku 1952 wicemistrzostwo Polski (7-osobowo). 11-osobowo sukcesy były jeszcze większe – mistrzostwo w latach 1958 i 1960. Do znanych zawodniczek tego okresu należały m.in. Cecylia Kinel, Irena Setnik, Aniela Franielczyk, Adelajda Wieczorek i Inga Milheim-Siuda.
W 1971 r. drużyna awansowała do (siedmioosobowej) I ligi (w latach 60. grano już tylko 7-osobowo), a dwa lata później zdobyła Puchar Polski, powtarzając w 1977 r. ten sukces.
Po przejęciu funkcji trenera przez Bogdana Cybulskiego w 1981 r. Zielone Koniczynki zdobyły Mistrzostwo i Puchar Polski. Rok później mistrzem znów był AKS, w którym występowały wtedy Ewa Pindus – Surniak, Bożena Enkelman, Iwona Witek Dorota Ochod-Bonenberg, Barbara Kustrzyk, Krystyna Majorek, Ewa Adamska, Barbara Krefft, Ewa Jacek, Barbara Garleja, Małgorzata Rogocz, Anna Rosa, Małgorzata Kazubek, Dorota Kozielska i Bożena Nicze.
Rok 1983 to czwarte zdobycie Pucharu, jednak dwa lata później nastąpił spadek z ekstraklasy. Po następnych dwóch latach powrót i kolejne zdobycie Pucharu, a w 1988 r. pod kierownictwem trenera Józefa Cebularza trzecie mistrzostwo Polski.
Następne lata to trwająca 5 lat fuzja z Azotami (1992) i utworzenie wraz z sekcją piłki ręcznej Ruchu (2001/02) Towarzystwa Piłki Ręcznej Chorzów, które nie zostało uwieńczone sukcesem.

### Osiągnięcia
drużyny 11-osobowej
- Mistrzostwo Polski (2x): 1958, 1960

drużyny 7-osobowej
- Mistrzostwo Polski (3x): 1981, 1982, 1988
- Wicemistrzostwo Polski (1x): 1952
- III miejsce w Mistrzostwach Polski (2x): 1950, 1951
- Puchar Polski (5x): 1973, 1977, 1981, 1983, 1987

## Lekkoatletyka
Większe sukcesy „królowej sportu” związane są z powstaniem nowego stadionu na Górze Redena pod koniec lat 30. XX w., który posiadał wtedy najlepszą bieżnię w Polsce, na której odbywały się regularnie mistrzostwa Polski i mecze międzypaństwowe. Wielu zawodników tej sekcji startowało z powodzeniem na olimpiadach, mistrzostwach Europy oraz w meczach międzypaństwowych. Wielkie zasługi jako trener miała Otylia Tabacka-Kałużowa, która wychowała wybitne zawodniczki, m.in. Halinę Richter-Górecką.
W okresie powojennym do najwybitniejszych reprezentantów należał Wacław Kuźmicki, olimpijczyk z Londynu (1948) w dziesięcioboju, późniejszy trener sekcji. Lata 50. i 60. były latami największych sukcesów klubu. Ukoronowaniem ich było zdobycie Drużynowego Mistrzostwa Polski w roku 1950. W latach 1990–1997 lekkoatleci zdobyli 31 indywidualnych tytułów mistrzowskich i wicemistrzowskich.
Do medalistek i medalistów mistrzostw Polski należeli m.in. Irena Kuźmicka, Krystyna Wątroba, Stefania Bober, Ewa Kuczowic, Joanna Kościelny, Renata Rudnik, Anna Pawełek, Anna Mączka i Anna Kornas (kobiety) oraz Paweł Kozubek, Jan Rzepka, Stanisław Werner, Joachim Luksa, Grzegorz Adamus, Ryszard Ullmann, Stanisław Gubiec, Paweł Nowak, Krzysztof Śliwa i sztafeta 4x100 m (mężczyźni).
Po likwidacji ponad 60-letniego stadionu na Górze Redena sekcja pozostała bez bazy treningowej. Aby całkowicie nie zawieszać swej działalności, sekcja lekkoatletyczna wspólnie z zapaśniczą istnieją od 2002 jako Towarzystwo Sportowe AKS mając swoją nową bazę na Stadionie Miejskim (była Chorzowianka).

### Osiągnięcia
- Drużynowe Mistrzostwo Polski (1x): 1950

## Zapasy
Sekcja zapaśnicza została założona po wojnie w 1952 r. Do jej powstania przyczynili się jej pierwsi sponsorzy panowie Liszka i Kańczyk. Pierwszym trenerem został Eryk Urgacz (1953). Do bardziej znanych zapaśników początkowego okresu należeli bracia Karczewscy (Sylwester, Jan i Henryk) oraz Wypiórowie (Jan i Antoni), a w wadze ciężkiej brylował Zdzisław Hyra, wielokrotny mistrz (1961, 1966) i wicemistrz Polski. W 1969 zespół awansował na jeden roku do I ligi. Prócz Hyry, czołowymi zawodnikami sekcji byli – Ewald Rudzki, Stefan Blachnik, Piotr Dybula, Janusz Żurawski i Piotr Rubisz.
Ostatnio priorytetem sekcji stało się szkolenie młodzików, kadetów i juniorów, a sukcesy odnieśli Artur Kazimierczyk (mistrz Ogólnopolskiej Olimpiady Młodzieży w 2001) oraz Dawid Piela (wicemistrz Polski juniorów w 2004).

## Tenis stołowy
Założycielem powojennej sekcji był w 1948 r. Jan Nocoń. Napływ tenisistów nastąpił z rozwiązanego wtedy miejscowego Startu.
Do drużyny należeli początkowo Leonard Pyka, Alfred Krzyż, Henryk Stężała, Henryk Nowakowski, Jerzy Drążek i Adam Szczypta.
W roku 1978, nastąpiło statutowe (Polski Związek Tenisa Stołowego) rozgraniczenie na sekcję żeńską i męską. Drużyna męska nie odnosiła większych sukcesów.
Największym jej osiągnięciem były występy w II lidze, a w 1995 r. została rozwiązana.
Natomiast kobiety (Janina Krawczyk-Gaweł, Halina Majewska-Siewert, Ilona Skrzipczyk, Maria Stanik, Mariola Wolnicka-Świniarska, Wiesława Prochowska, Gabriela Widera-Szafraniec, Mariola Majewska-Gabrych) już w 1981 r. awansowały do II ligi. Po przejściowym spadku do III ligi (1988) zespół szybko powrócił do drugiej, a w 1999 r. awansował do I ligi. Do tej I-ligowej drużyny należały, grająca trenerka Świniarska, Anna Minkus, Izabela Ksol, Beata Pawlik, Joanna Szymanek, Danuta Nowakiewicz, Aneta Doniec i Kamila Grzywacz.
Przed paroma laty sekcję przejął chorzowski TKKF.

## Inne sekcje
- Tenis ziemny (Danuta Wieczorek)
- Piłka siatkowa (lata 70. i lata 80.)
- pływanie (1955 → ZBM Bytom)
- Łucznictwo (1966 → KS Konstal)
- Szachy (Drozd, 1966 → KS Kostal)
- Boks

## Sportowcy w reprezentacjach państwowych
- Halina Richter-Górecka (Lekkoatletyka) – uczestniczka m.in. w IO 1956, IO 1960, IO 1964, IO 1968 (w barwach Polski i Niemiec)
- Wacław Kuźmicki (Lekkoatletyka) – uczestnik IO 1948
- Danuta Wieczorek (Tenis ziemny)